# 푸른 묘점
《푸른 묘점》(일본어: 蒼い描点)은 마쓰모토 세이초의 1958년 장편 추리소설이다. 대한민국에는 북스피어에서 김욱 번역으로 출간되었다.

## 줄거리
주간 문학잡지 '신생 문학'의 편집자 시이하라 노리코는 담당 작가인 무라타니 아사코의 늦어진 원고를 받기 위해 하코네로 향한다. 무라타니 아사코는 인기 있는 여류 작가인데, 글이 잘 쓰이지 않는다는 이유로 하코네 미야노시타의 여관에 묵고 있었다. 노리코는 그곳에서 삼류 저널리스트 다쿠라 요시조와 마주한다. 그리고 무라타니 여사의 남편 료고와 의문의 여성이, 또 무라타니 여사와 다쿠라가 각각 둘이서만 걷고 있는 광경을 목격한다. 3일에 걸친 기다림 끝에 무라타니 여사에게서 원고가 전달되었는데, 무라타니 여사 가족은 말도 없이 떠나 버렸고 전날 다쿠라 요시조가 절벽에서 떨어져 자살했다는 소식을 듣는다.
잡지사에서는 다쿠라의 죽음으로 떠들썩하였고, 다쿠라의 성격상 자살할 인물이 아니었다는 의혹이 제기된다. 이즈음 료고가 실종되고 무라타니 여사는 정신병원에 입원한다. 다쿠라의 죽음과 무라타니 여사 일가의 수상쩍은 사건들에 연관이 있다 여긴 노리코와 그녀의 선배 편집자 사키노 다쓰오는, 시라이 편집장의 지시로 진상 파악을 결의한다.

## 등장인물
- 시이하라 노리코(椎原典子)

요코샤의 주간 문학잡지 '신생 문학'의 편집자.
- 사키노 다쓰오(崎野竜夫)

노리코의 선배 편집자.
- 무라타니 아사코(村谷阿沙子)

유명 여류 작가. 법학자이자 다이쇼 문학의 권위자 시시도 간지의 넷째딸이라는 출신에 더해, 문학성은 떨어지지만 남성적이고 거침 없는 필체의 작품을 써내어 큰 인기를 끌고 있다. 그러나 집필시에는 편집자는 물론 가정부조차도 들이려 하지 않으며 강연이나 좌담회도 거부하였다.
- - 무라타니 료고(村谷亮吾)

아사코의 데릴사위. 마르고 키가 크며 아내에 비해 세가 약하다. 본래 증권회사 직원이었으나 아내가 유명해지면서 일을 그만둔 듯하다.
- - 가와무라 히로코(川村広子)

무라타니 일가의 가정부.
- 다쿠라 요시조(田倉義三)

삼류 저널리스트. 여러 출판사를 전전하며 기삿거리를 제공하고 있는데, 문장력은 좋지만 기자로서의 평판은 나쁘다. 시라이 편집장의 말에 따르면, 과거에는 문학청년이었으나 만주에 갔다 돌아온 후 타락하였다고 한다.
- 시라이 료스케(白井良介)

'신생 문학' 편집장. 노리코가 존경하고 있다.